# Pacifique (album)
Pour les articles homonymes, voir Pacifique (homonymie).
Albums de Claude Nougaro
Nougayork
(1987) Zénith made in Nougaro
(1989)
Pacifique est un album studio de Claude Nougaro sorti en 1989.

## Autour de l'album
Références originales :
 Vinyle : 
 CD : WEA 2292-44763-2
L'album est enregistré à Los Angeles, New York et Toulouse.
Il est réalisé par :
 Claude Gaudette (titres : 1,3,4,6,9)
 Michel Colombier (titres : 7, 8, 10)
 Bunny Brunel (titres : 2, 5)

## Titres
| 1.  | Pacifique             | Claude Nougaro | Claude Nougaro - Claude Gaudette  | 4:20 |
| 2.  | Énergie               | Claude Nougaro | Claude Nougaro - Claude Gaudette  | 3:47 |
| 3.  | Kiné                  | Claude Nougaro | Claude Nougaro - Claude Gaudette  | 5:42 |
| 4.  | Los Angeles, Eldorado | Claude Nougaro | Claude Nougaro - Claude Gaudette  | 4:21 |
| 5.  | Quatre ou cinq jours  | Claude Nougaro | Claude Nougaro - Daniel Goyone    | 3:42 |
| 6.  | Vive l'alexandrin     | Claude Nougaro | Claude Nougaro - Claude Gaudette  | 4:08 |
| 7.  | Toulouse to win       | Claude Nougaro | Claude Nougaro - Michel Colombier | 6:44 |
| 8.  | Le cri de Tarzan      | Claude Nougaro | Claude Nougaro - Michel Colombier | 3:49 |
| 9.  | Toi là-haut           | Claude Nougaro | Claude Gaudette                   | 2:33 |
| 10. | Stances à New-York    | Claude Nougaro | Michel Colombier                  | 3:26 |

## Musiciens
- Pacifique :

Arrangements, Claviers : Claude Gaudette
 Batterie : Jeff Porcaro
 Guitare électrique : Paul Jackson, Jr.
 Percussions : Paulinho Da Costa
 Saxophone soprano : Ernie Watts
 Chœurs : Denis Lambert - Jean-Mc Clain - Katrina Perkins - Marcellina Hawthorne
- Énergie :

Arrangements, Guitare basse : Bunny Brunel
 Batterie : Robie Gonzalès
 Guitare électrique : Wha Wha Whatson
 Percussions : Alex Acuña
 Trompettes : Rick Baptis - Nolan Smith
Saxophone : Jeff Claytons
 Trombone solo : Bill Porcaro
- Kiné :

Arrangements, Claviers : Claude Gaudette
 Batterie additionnelle : Jeff Porcaro
 Guitare basse : Abe Laboriel
 Guitare électrique : Paul Jackson Jr
 Percussions : Paulinho Da Costa
- Los Angeles, Eldorado :

Arrangements, Claviers : Claude Gaudette
 Batterie : Claude Gaudette - Christopher Ainsworth
 Guitare électrique : Paul Jackson Jr
 Saxophone ténor : Ernie Watts
 Chœurs : Denis Lambert - Jean-Mc Clain - Katrina Perkins - Marcellina Hawthorne
- Quatre ou cinq jours :

Arrangements, Guitare Basse : Bunny Brunel
 Claviers : Kei Akagi
 Piano acoustique : Stu Goldberg
 Percussions : Brad Dutz
- Vivre l'alexandrin :

Arrangements, Claviers : Claude Gaudette
 Batterie électronique : Claude Gaudette - Roger Larocque
 Guitare électrique : Paul Jackson Jr
 Chœurs : Denis Lambert - Jean-Mc Clain - Katrina Perkins - Marcellina Hawthorne
- Toulouse to win :

Arrangements Claviers : Michel Colombier
 Batterie : Peter Erskine
 Guitare basse : Jimmy Haslip
 Guitare électrique : Dan Huff
 Chœurs : Edie Lehmann, Suzan Boyd, Carmen, Gil Gilstrap, Philipp Ingram, Orin Waters
- Le cri de Tarzan :

Arrangements, Claviers : Michel Colombier
 Percussions : Michael Fisher
- Toi là-haut :

Arrangements, Piano acoustique : Claude Gaudette
- Stances à New-York :

Arrangements, Claviers : Michel Colombier 